# Brødfrugt
Brødfrugt (Artocarpus altilis) er den spiselige, stivelsesrige frugt fra de to stedsegrønne træer i morbær-familien, ægte brødfrugttræ (Artocarpus altilis) og jacktræ (A. heterophyllus).
Frugten fra sidstnævnte kaldes også jackfrugt, og kan nå en længde på til 60 cm og en vægt på op til 18 kg. Frugten spises især i Sydøstasien og Stillehavsområdet.